# Harpactirella overdijki
Harpactirella overdijki là một loài nhện trong họ Theraphosidae.
Loài này thuộc chi Harpactirella. Harpactirella overdijki được miêu tả năm 2010 bởi Gallon.